# Zaria (miasto)

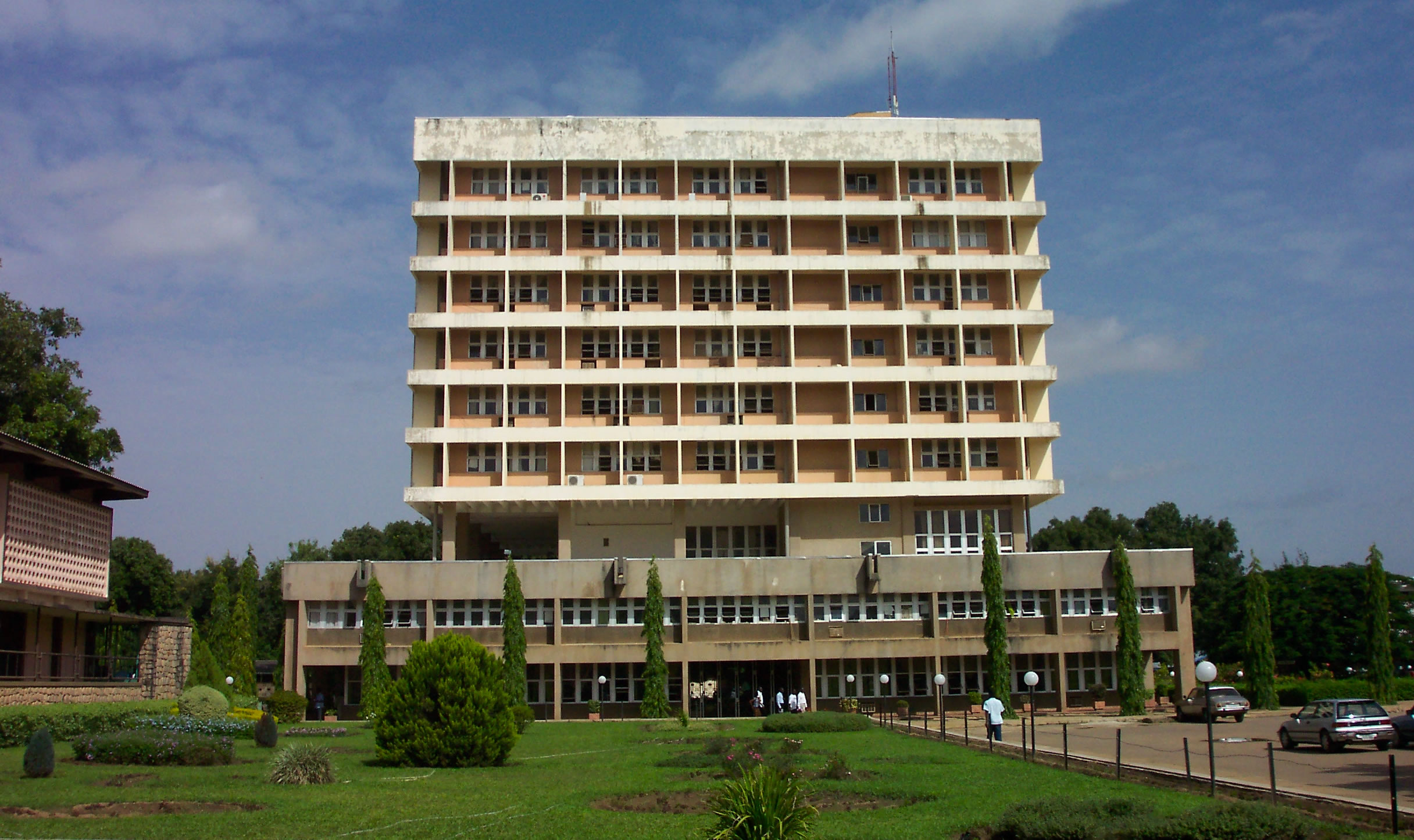
Uniwersytet Ahmadu Bello

Zaria (dawniej: Zazzau) – miasto w północnej Nigerii, w stanie Kaduna. Około 670 tys. mieszkańców (2010).

## Historia
Prawdopodobnie założone około 1536 roku, później stało się stolicą państwa Hausa. Twierdza zapewniała ochronę przed ustawicznymi napadami Tuaregów i Fulanów, którzy wyprawiali się na osiadłych rolników. Hausa budowali twierdze otaczane laterytowymi murami, a pola uprawne znajdowały się w dużej części wewnątrz tych murów (tereny rolnicze nadal zajmują ⅔ obrębu wewnętrznego murów). Każde z domostw było ponadto dodatkowo małą twierdzą. Rozwój miasto zawdzięczało położeniu na szlaku handlowym znad Morza Śródziemnego nad Zatokę Gwinejską. Na północ transportowano złoto i sól, a na południe wyroby żelazne, tkaniny i daktyle. Szlak opanowany był przez muzułmanów, którzy siłą narzucali islam na tych terenach. Hausa z Zarii stali się w ten sposób wyznawcami tej religii. 
Kolejny etap rozwojowy nastąpił w końcu XIX wieku, za sprawą kolonizacji angielskiej. Muzułmanie silnie się jej opierali. Powstały nowe dzielnice miasta, budowane na wzór brytyjski (Tudun Wada-Wusasa, Sabon Gari-Township). Sprowadzano osadników z Anglii, ale też z innych plemion afrykańskich. Celem wprowadzenia wielokulturowości było rozbicie jednorodności plemiennej Hausa. Do dziś istnieją podziały dzielnicowe w mieście – Starą Zarię zamieszkują muzułmanie Hausa i Fulani, Wusasa i Sabon Gari są zasiedlone przez w większości chrześcijańską ludność Joruba, Tiw i Libańczyków. 

## Zabudowa
Stare miasto, w widłach rzek Galma i Saye, to przykład obronnej architektury Hausa, zwanej "birni". Osią założenia jest główna droga z targowiska, poprzez pałac emira, do meczetu. Uliczki są tu wąskie, a zabudowa z małymi oknami wychodzącymi z reguły na dziedziniec, bardzo zagęszczona – na 1 km² przypada 15 000 mieszkańców. Na północ od starówki znajdują się dzielnice Wusasa, Sabon Gari i Tudun, zabudowane w myśl zasad angielskich. Najnowsza część to Samaru, gdzie w 1962 zbudowano obiekty uniwersyteckie. Laterytowy meczet centralny w 1940 wyremontowano i otoczono murem. Budynki pałacowe emira również wzniesiono z laterytu. Zachowały się dość liczne warsztaty farbiarskie z kadziami do barwienia tkanin pod gołym niebem.

## Gospodarka
Zaria jest głównym punktem skupu bawełny, tytoniu, orzeszków ziemnych, owoców masłosza oraz skór. Jest także centrum edukacyjnym północy Nigerii. W mieście znajduje się Centrum Edukacyjne Lotnictwa, a w odległości 11 km od miasta zlokalizowany jest Uniwersytet Ahmadu Bello, Instytut Badań Rolniczych oraz Nigeryjski Instytut Skór. Funkcjonuje tu port lotniczy Zaria.